# Medalha Alexander Graham Bell IEEE

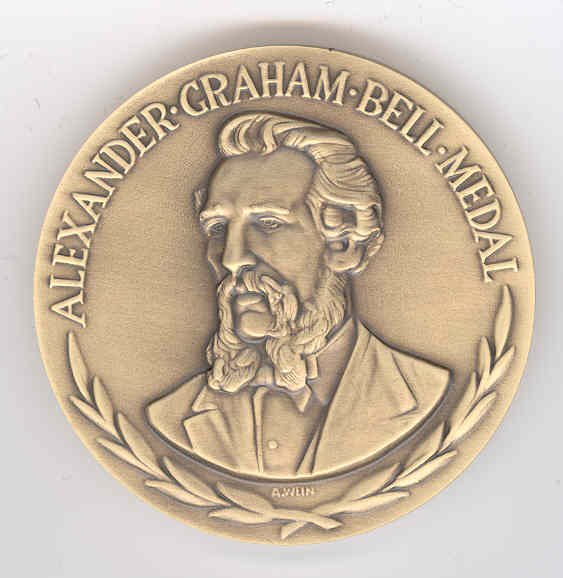
A Medalha Alexander Graham Bell IEEE, agraciando conquistas em telecomunicações

A Medalha Alexander Graham Bell IEEE é uma condecoração agraciando "contribuições destacadas ao desenvolvimento da ciência e engenharia da comunicação" no campo das telecomunicações A medalha é a maior distinção concedida pelo Instituto de Engenheiros Eletricistas e Eletrônicos (IEEE) para conquistas em engenharia e ciência de telecomunicações.
Foi instituida em 1976 pelos diretores da maior sociedade de profissionais técnicos do mundo, o IEEE, comemorando o centenário da invenção do telefone, por Alexander Graham Bell. A medalha é concedida a um único indivíduo ou para uma equipe de duas ou três pessoas.
É o seguinte o arrazoado do instituto para a medalha:
"The invention of the telephone by Alexander Graham Bell in 1876 was a major event in electrotechnology. It was instrumental in stimulating the broad telecommunications industry that has dramatically improved life throughout the world. As an individual, Bell himself exemplified the contributions that scientists and engineers have made to the betterment of mankind."
Dentre os laureados notáveis incluem-se Harold Rosen e Vint Cerf, que tem sido apontados respectivamente como pais do Satélite geoestacionário e da Internet.
Os laureados recebem uma medalha de ouro, uma réplica de bronze, um certificado e um valor monetário.

## Agraciados[3]
- 1976 Amos Edward Joel, William Keister e Raymond W. Ketchledge
- 1977 Eberhardt Rechtin
- 1978 M. Robert Aaron, John S. Mayo e Eric Eden Sumner
- 1979 Christian Jacobæus
- 1980 Richard Ralston Hough
- 1981 David Slepian
- 1982 Harold Rosen
- 1983 Stephen O. Rice
- 1984 Andrew Viterbi
- 1985 Charles Kao
- 1986 Bernard Widrow
- 1987 Joel S. Engel, Richard H. Frenkiel e William C. Jakes, Jr.
- 1988 Robert Metcalfe
- 1989 Gerald Ash e Billy B. Oliver
- 1990 Paul Baran
- 1991 Cassius Chapin Cutler, John O. Limb e Arun Netravali
- 1992 James Massey
- 1993 Donald Cox
- 1994 Hiroshi Inose
- 1995 Irwin Mark Jacobs
- 1996 Tadahiro Sekimoto
- 1997 Vint Cerf e Robert Kahn
- 1998 Richard Blahut
- 1999 David Messerschmitt
- 2000 Vladimir Kotelnikov
- 2001 Não concedida
- 2002 Tsuneo Nakahara
- 2003 Joachim Hagenauer
- 2004 Não concedida
- 2005 Jim K. Omura
- 2006 John Wozencraft
- 2007 Norman Abramson
- 2008 Gerard Joseph Foschini
- 2009 Robert McEliece
- 2010 John Cioffi
- 2011 Arogyaswami Paulraj
- 2012 Leonard Kleinrock[4]
- 2013 Andrew Chraplyvy e Robert William Tkach
- 2014 Dariush Divsalar
- 2015 Frank Kelly
- 2016 Roberto Padovani